# 1793 en santé et médecine
| Années de la santé et de la médecine : 1790 - 1791 - 1792 - 1793 - 1794 - 1795 - 1796    |
| Décennies de la santé et de la médecine : 1760 - 1770 - 1780 - 1790 - 1800 - 1810 - 1820 |

Cet article présente les faits marquants de l'année 1793 en santé et médecine.

## Évènements
- 4 décembre : Décret du 14 frimaire an II sur l'assèchement des marais. On l'appuie sur des raisons de salubrité.
- Épidémie de peste au Maroc.
- Épidémie de typhus à Nantes en 1793–1794. Les premiers signes sont relevés par le Dr Guillaume Laennec en juin 1793 : Jean-Baptiste Carrier ordonne les noyades de Nantes[1] ; en partie réaction de peur devant l'épidémie, elles rendent elles-mêmes l'eau de la Loire non potable.
- Épidémie de fièvre jaune à Philadelphie (en)[2],[3].

## Publications

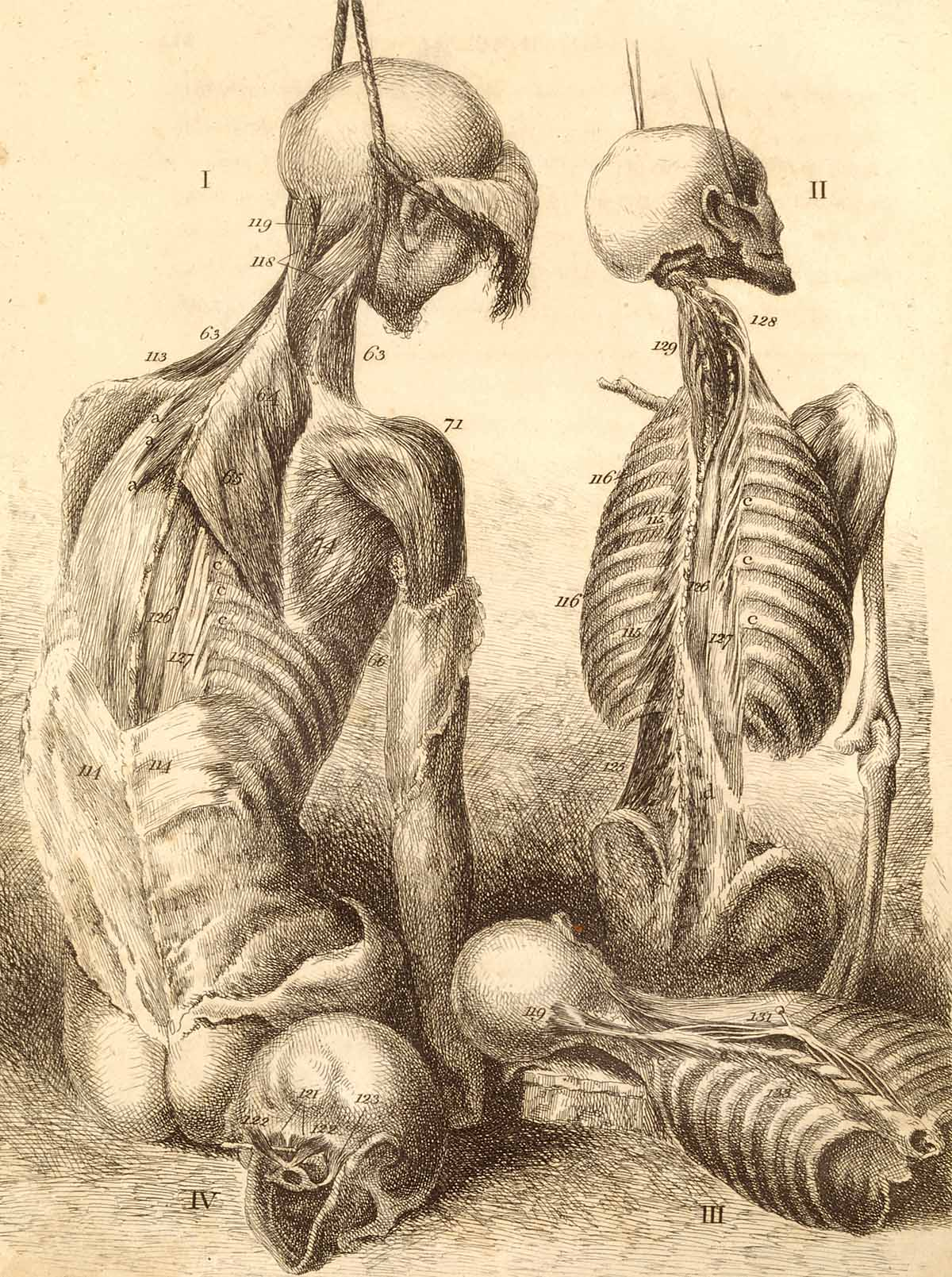
John Bell : Os, muscles et articulations. Illustration tirée de la 2e
United States National Library of Medicine.

- Thomas Beddoes, Observations on the nature and cure of calculus, sea scurvy, consumption, catarrh, and fever together with Conjectures upon several other subjects of physiology and pathology
- Matthew Baillie publie The morbid anatomy of some of the most important parts of the human body, qu'on considère comme la première étude systématique de pathologie et le premier ouvrage en anglais consacré à ce sujet[4]. On lui attribue la première description de la transposition des gros vaisseaux et du situs inversus.
- Le chirurgien John Bell commence à faire paraître à Édimbourg The Anatomy of the bones, muscles & joints (premier volume de son Anatomy of the human body, qui connaîtra au moins sept éditions) et Discourses on the nature and cure of wounds, illustré par lui-même et son frère Charles[5],[6].

## Naissances
- 2 avril : Thomas Addison (mort en 1860), médecin anglais.
- 7 mars : Pierre Rayer (mort en 1867), médecin et dermatologue français.
- 10 avril : Henri Savigny (mort en 1843), chirurgien et « médecin de marine », rescapé du naufrage de La Méduse[7].
- 2 juin : Alexander Collie (mort en 1835), chirurgien britannique.
- 30 novembre : Johann Lukas Schönlein (mort en 1864), médecin allemand.
- William Beattie (en), médecin et poète écossais.

## Décès
- 13 juillet : assassinat de Marat (né en 1743), médecin, physicien, journaliste et homme politique français, député montagnard à la Convention nationale[8].
- 16 octobre : John Hunter (né en 1728), chirurgien, pathologiste et anatomiste écossais.